# Apache (HTTP)
Apache hay là chương trình máy chủ HTTP là một chương trình dành cho máy chủ đối thoại qua giao thức HTTP. Apache chạy trên các hệ điều hành tương tự như Unix, Microsoft Windows, Novell Netware và các hệ điều hành khác. Apache đóng một vai trò quan trọng trong quá trình phát triển của mạng web thế giới (tiếng Anh: World Wide Web).
Khi được phát hành lần đầu, Apache là chương trình máy chủ mã nguồn mở duy nhất có khả năng cạnh tranh với chương trình máy chủ tương tự của Netscape Communications Corporation mà ngày nay được biết đến qua tên thương mại Sun Java System Web Server. Từ đó trở đi, Apache đã không ngừng tiến triển và trở thành một phần mềm có sức cạnh tranh mạnh so với các chương trình máy chủ khác về mặt hiệu suất và tính năng phong phú. Từ tháng 4 năm 1996, Apache trở thành một chương trình máy chủ HTTP thông dụng nhất. Hơn nữa, Apache thường được dùng để so sánh với các phần mềm khác có chức năng tương tự. Tính đến tháng 1 năm 2007 thì Apache chiếm đến 60% thị trường các chương trình phân phối trang web.
Apache cung cấp các tính năng như xử lý các yêu cầu tĩnh (static) và động (dynamic), quản lý session, tăng tốc độ xử lý bằng caching và nhiều tính năng khác. Apache cũng được sử dụng rộng rãi để phục vụ các ứng dụng web phức tạp, bao gồm cả các ứng dụng được viết bằng các ngôn ngữ lập trình như PHP, Python và Ruby.
Apache được phát triển và duy trì bởi một cộng đồng mã nguồn mở dưới sự bảo trợ của Apache Software Foundation. Apache được phát hành với giấy phép Apache License và là một phần mềm tự do và miễn phí.